# Charles Étienne Brasseur de Bourbourg
Charles Etienne Brasseur, conocido como Brasseur de Bourbourg (Bourbourg, Norte-Paso de Calais, 8 de septiembre de 1814-Niza, Provenza-Alpes-Costa Azul, 8 de enero de 1874) fue un sacerdote francés  considerado uno de los pioneros en el estudio de la arqueología, la etnología y la historia precolombina de Mesoamérica. 
Ordenado sacerdote en Roma en 1845, viajó al Canadá donde fue profesor de Historia Eclesiástica en el Seminario de Quebec. Entre 1848 y 1863 viaja como misionero a México y Centroamérica. En sus viajes, se interesó por las antiguas civilizaciones desaparecidas y emprendió su estudio. Publicó una historia de la civilización azteca en 1857. Entre 1861 a 1864, preparó varios documentos redactados en las lenguas locales indígenas. Anunció en 1863 haber descubierto la clave de la transcripción de la escritura maya y publicó lo que creía era la traducción del Popol Vuh, el libro sagrado del pueblo maya quiché. Editó también una gramática del idioma quiché. 
El estudio de la escritura maya acercó al abate a la obra del misionero español fray Diego de Landa. A partir de 1869, revela sus principios de descifrado de los antiguos códices mayas, en particular, del Manuscrito Troano, que pretendió traducir. En realidad cayó en el error, queriendo ver en la escritura maya un simple alfabeto. Fue necesario esperar más de un siglo para que las verdaderas claves de la transcripción fueran descubiertas y algunos textos revelaran sus secretos, en particular del soviético Yuri Knorozov. Fue arqueólogo oficial de la expedición francesa de México en 1864, y el gobierno francés publicó en 1866 su obra Monumentos antiguos de México. En 1856 Brasseur de Bourbourg tradujo el drama-ballet Rabinal Achí, según la narración en idioma maya-achí que escuchó del nativo Bartolo Sis. En 1871 se edita en francés su Biblioteca México-Guatemalteca. Si sus estudios de los monumentos pueden guardar un interés relativo y si se puede reconocerle un talento por haber reunido numerosa información, sus traducciones, basadas en una mala comprensión del sistema de escritura maya, no tienen valor más que histórico.

## Lista de publicaciones
La obra de Charles Étienne Brasseur de Bourbourg incluye, entre otras, las siguientes publicaciones, por orden cronológico:
- 1837 - Le Monde (Paris), diferentes artículos y ensayos;
- 1839 - Le Sérapéon, épisode de l'histoire du IVe siècle (Paris), una novela;
- 1839 - La dernière vestale (Paris), una novela;
- 1843 - Jérusalem, tableau de l'histoire et des vicissitudes de cette ville célèbre depuis son origine la plus reculée jusqu'à nos jours (Lille, France. Publicado bajo el seudónimo Étienne de Ravensberg);
- 1846 - Esquisse biographique sur Mgr de Laval, premier évêque de Québec (Québec);
- 1851 - (las) Cartas para servir de introducción á la historia primitiva de las naciones civilizadas de la América setentrional... (México), traducciones al español y francés;
- 1852 - Histoire du Canada, de son Église et de ses missions depuis la découverte de l'Amérique jusqu'à nos jours, écrite sur des documents inédits compulsés dans les archives de l'archevêché et de la ville de Québec, etc. (2 vols., Paris);
- 1853 - Le khalife de Bagdad (Paris), una novela;
- 1853 - Histoire du Patrimoine de Saint-Pierre depuis les Temps apostoliques jusqu'à nos jours (Plancy, Paris, Arras, Amiens);
- 1857—59 - Histoire des nations civilisées du Mexique et de l'Amérique Centrale, durant les siècles antérieurs à Christophe Colomb... (4 vols., Paris);
- 1861 - Voyage sur l'Isthme de Tehuantepec dans l'état de Chiapas et la République de Guatémala, 1859 et 1860 (Paris);
- 1861 - Popol Vuh, le Livre sacré des Quichés, &c. (Paris);
- 1862 - Grammaire Quichée et le drame de Rabinal Achí (Paris);
- 1862 - Sommaire des voyages scientifiques et des travaux de géographie, d'histoire, d’archéologie et de philologie américaines (Saint-Cloud, France);
- 1864 - Relation des choses du Yucatan (Paris), reproducción y traducción de la obra de Diego de Landa (incluye como apéndice la Cronología antigua Yucateca de Juan Pío Pérez);
- 1866 - Monuments anciens du Mexique (Palenque, et autres ruines de l'ancienne civilisation du Mexique) (Paris);
- 1868 - Quatre Lettres sur le Mexique (Paris)
- 1869—70 - Manuscrit Troano, étude sur le système graphique et la langue des Mayas (2 vols., Paris);
- 1871 - Bibliothèque Mexico-guatémalienne (Paris).

Una colección de recuentos e informes de viaje enviado por Brasseur de Bourbourg desde México, Guatemala y España al ministro de Educación y Religión de Francia, está guardada en los Archives Nationales (Paris), F17, 2942.